# Batalha de Arracourt

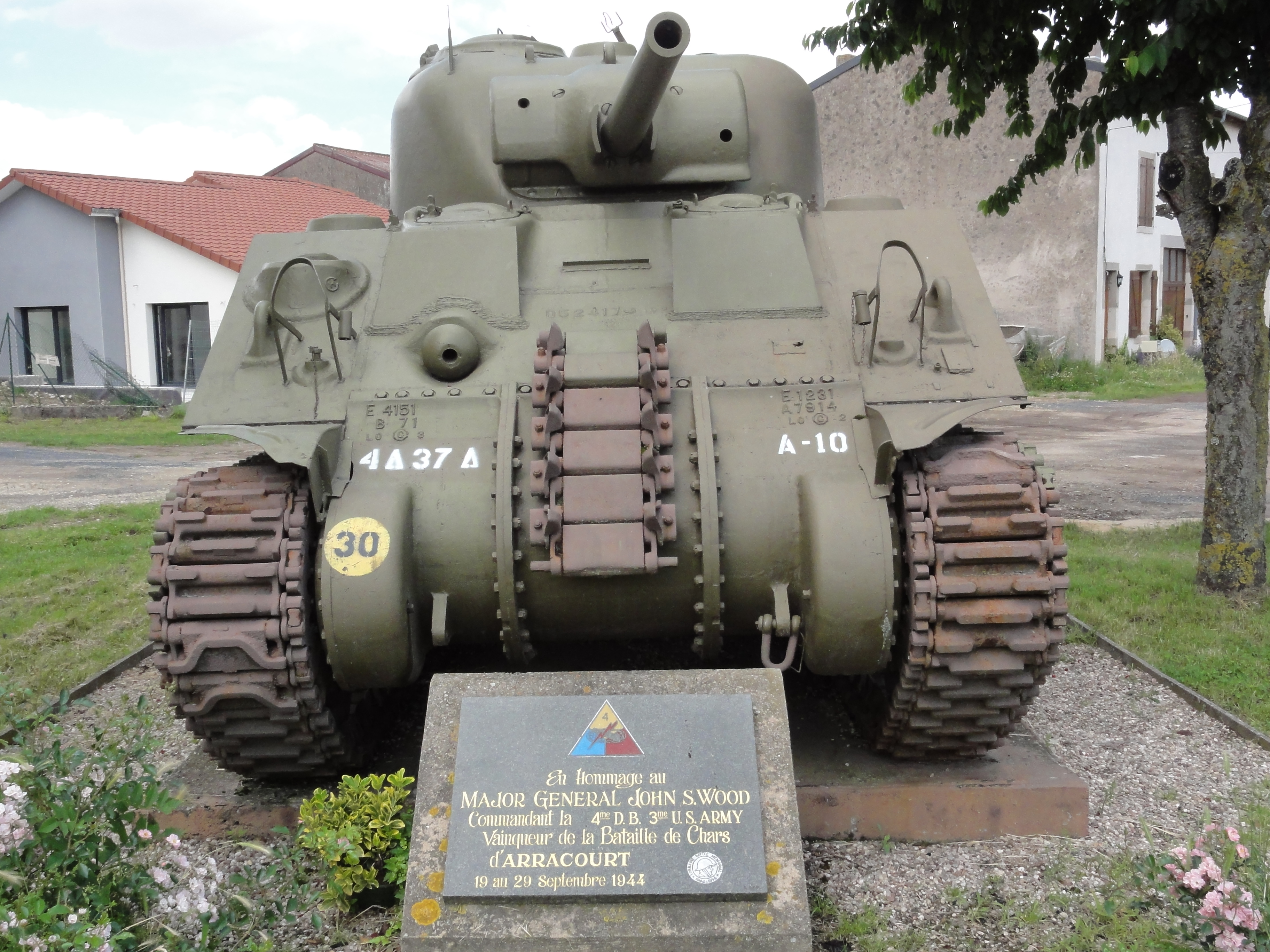
Monumento comemorativo
da Batalha de Arracourt.

A Batalha de Arracourt ocorreu entre as forças blindadas dos EUA e da Alemanha perto da cidade de Arracourt, Lorraine, França, entre 18 e 29 de setembro de 1944, durante a Campanha de Lorraine da Segunda Guerra Mundial. 

## Visão geral
Como parte de uma contra-ofensiva contra os, então recentes, avanços dos EUA na França, o 5º Exército Panzer alemão tinha como objetivo a recaptura de Lunéville e a eliminação da cabeça de ponte do XII Corps do exército dos EUA sobre o rio Mosela em Dieulouard.
Com superioridade local em tropas e tanques, os alemães anteciparam a derrota rápida do "Combat Command" "A" (CCA) que defendia a 4ª Divisão Blindada dos EUA. Com melhor inteligência, tática e uso do terreno, o "CCA" e o "XIX Tactical Air Command" derrotaram duas brigadas panzer e elementos de duas divisões panzer ao longo de onze dias de batalha.

## Mapas

Mapas com a evolução da batalha
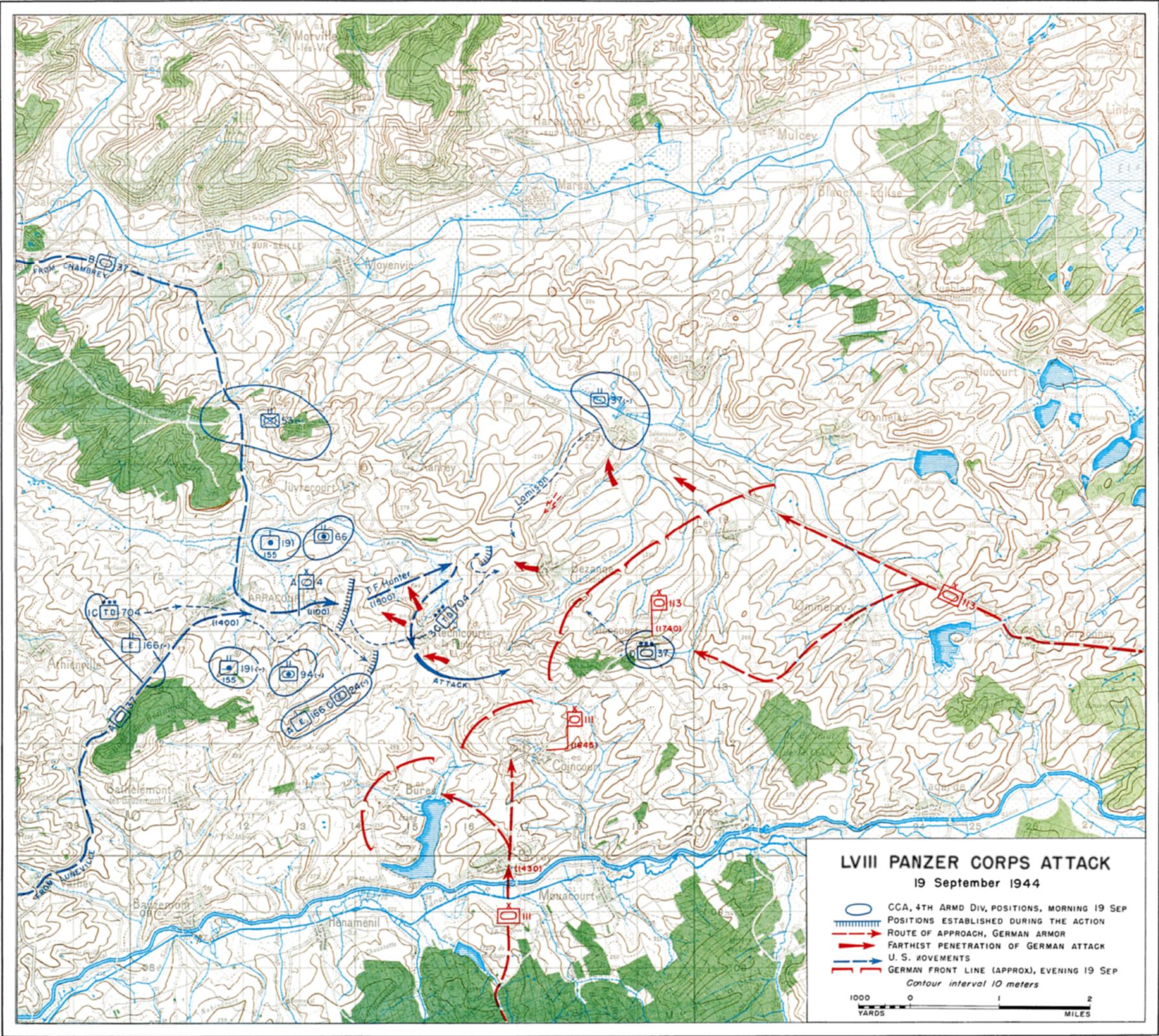
19 Setembro de 1944
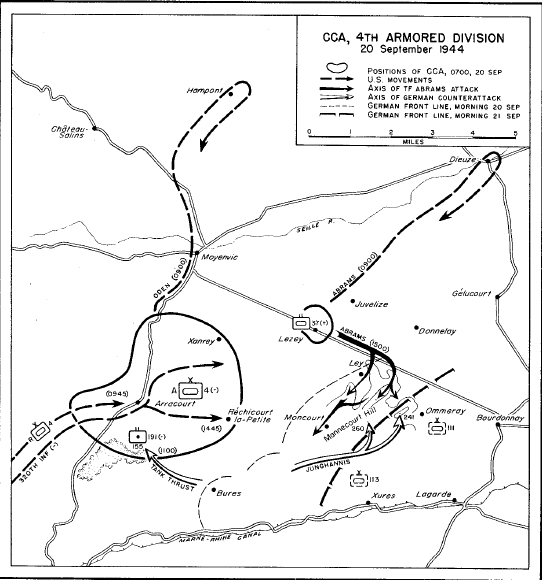
20 Setembro de 1944
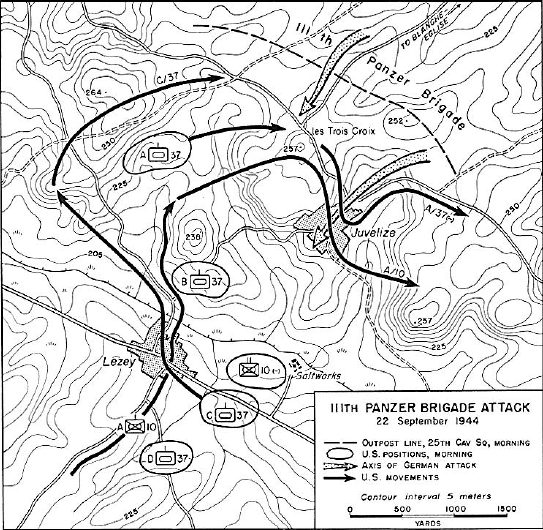
22 Setembro de 1944
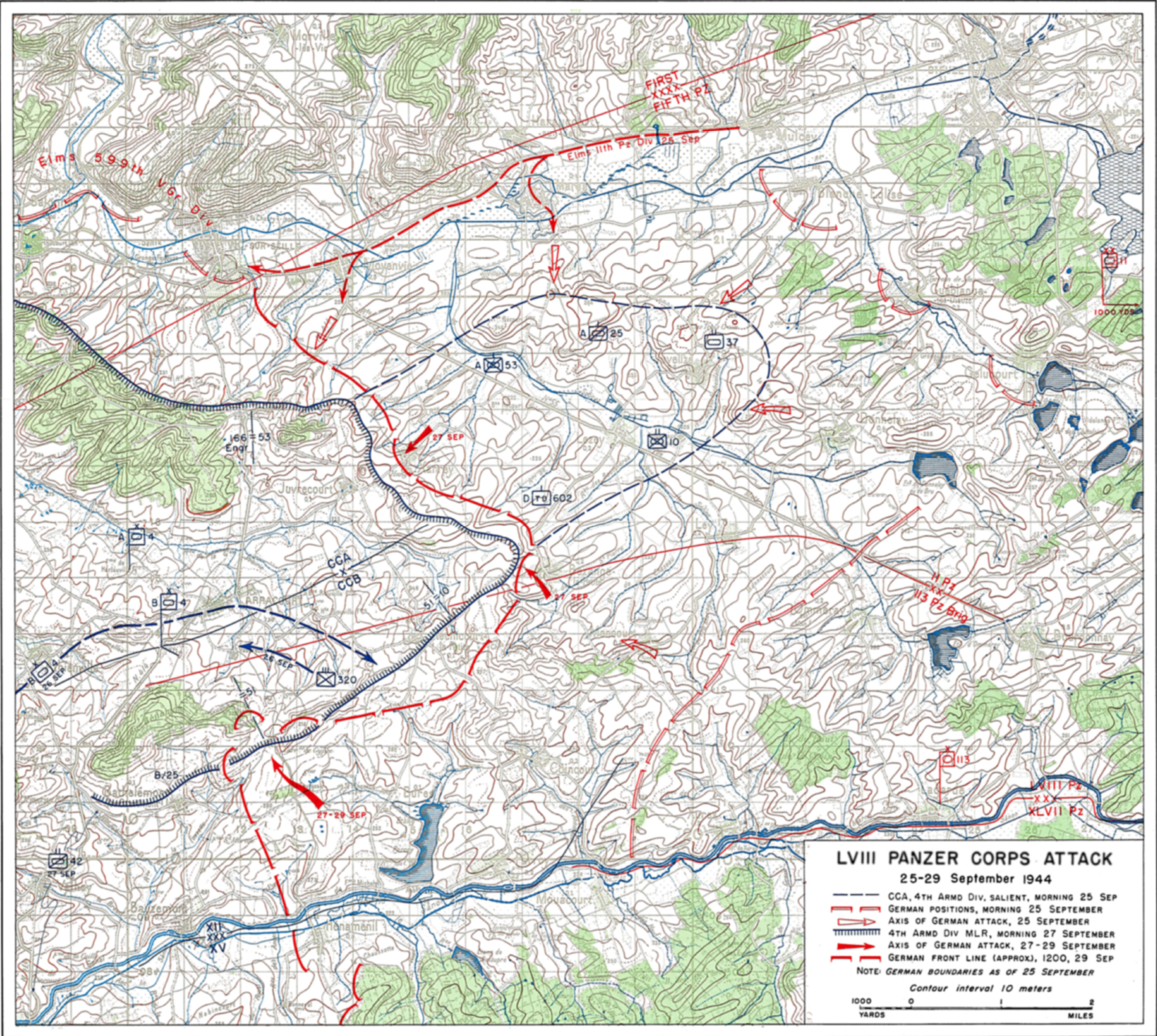
25–29 Setembro de 1944